# Бур-де-Пеаж (кантон)
Кантон Бур-де-Пеаж (фр. Bourg-de-Péage) — один из 19 кантонов департамента Дром, региона Овернь — Рона — Альпы, Франция. INSEE код кантона — 2601. Он полностью находится в округе Валанс. Согласно переписи 2012 года население составляло 29 169 человека.

## История
Кантон Бур-де-Пеаж был создан в 1801 году, и до 2015 года в него входило 15 коммун. По закону от 17 мая 2013 и декрету от 14 февраля 2014 года количество кантонов в департаменте Дром уменьшилось с 36 до 19. Новое территориальное деление департаментов на кантоны вступило в силу во время выборов 2015 года. С 22 марта 2015 года кантон Бур-де-Пеаж включает две коммуны полностью и часть коммуны Роман-сюр-Изер.

## Население
Согласно переписи 2012 года (считается население коммун, которые в 2015 году были включены в кантон) население Бур-де-Пеажа составляло 29 169 человек. Из них 24,4 % были младше 20 лет, 19,2 % — старше 65. 22,0 % имеет высшее образование. Безработица — 14,6 %. Экономически активное население (старше 15 лет) — 13 477 человек.
| 1962   | 1968   | 1975   | 1982   | 1990   | 1999   | 2006   | 2012   | 2019   |
| ------ | ------ | ------ | ------ | ------ | ------ | ------ | ------ | ------ |
| 17 823 | 18 576 | 18 457 | 20 452 | 23 885 | 26 194 | 28 732 | 31 275 | 29 485 |

## Экономика
Распределение населения по сферам занятости в кантоне: 0,7 % — сельскохозяйственные работники, 6,1 % — ремесленники, торговцы, руководители предприятий, 13,5 % — работники интеллектуальной сферы, 26,7 % — работники среднего звена, 28,2 % — административные и государственные служащие и 24,7 % — рабочие.

## Коммуны кантона
C 2015 года в кантон входят 2 коммуны и часть ещё одной, административный центр находится в коммуне Бур-де-Пеаж.
| Код INSEE | Почтовый индекс | Коммуна                   | Название по-французски | Площадь, км² | Население, чел. (2019)                 |
| --------- | --------------- | ------------------------- | ---------------------- | ------------ | -------------------------------------- |
| 26057     | 26300           | Бур-де-Пеаж               | Bourg-de-Péage         | 13,7         | 9957                                   |
| 26004     | 26300           | Аликсан                   | Alixan                 | 28,3         | 2546                                   |
| 26281     | 26100           | Роман-сюр-Изер (частично) | Romans-sur-Isère       | 33,1         | 16 982 (все население коммуны — 33098) |